# Eduardo Bort
Eduardo Bort Garcera (Valencia, 2 de enero de 1948-Valencia, 26 de febrero de 2020) fue un guitarrista, cantante, compositor y productor discográfico español.

## Vida y carrera
Nacido en Valencia, Bort comenzó su carrera a fines de la década de los 60 como guitarrista en bandas como Los Exciters, Los Bodgies y La Oveja Negra, antes de trabajar como músico de sesión en Suiza, Alemania, Gran Bretaña y Francia. Tras una colaboración con la banda parisina Out, regresa a España.
A principios de la década de 1970, Bort empezó a componer inspirado en los escritos de HP Lovecraft y Lord Dunsany. Fundó la banda Yann con los músicos Vicente "Fony" Font (voz), José Soriano (teclados), Marino Hernández (bajo) y Vicente Alcañiz (batería). En Madrid, en 1974, fueron grabadas algunas composiciones de Bort, con alguna letra de Juan Beltrán Pilato, para una versión demo del disco debut de la banda. Bort llevó las cintas a Londres, donde fueron escuchadas por Joop Visser, el director de A&R de EMI, que quedó impresionado por el talento de las grabaciones, y sugirió que el álbum se volviera a grabar en Londres y luego se promocionara ampliamente. Sin embargo, ni Bort ni los otros músicos deseaban mudarse a Gran Bretaña, con lo cual, no salió bien. El álbum homónimo Eduardo Bort,, con la voz de Bort, fue lanzado en el sello Movieplay en España en 1975. El lanzamiento no tuvo mucho éxito, aunque Bort interpretó sus canciones en varios festivales de música europeos.
Bort trabajó como productor discográfico en la década de los 70, en discos de Pau Riba y la banda Iceberg. En 1983 grabó su segundo disco, Silvia, dedicado a su hija, que falleció joven. Fue lanzado en el propio sello de Bort, Bambule. Continuó actuando y haciendo giras por Europa, América Latina y Japón, y en una ocasión actuó para los marines estadounidenses que se dirigían a Vietnam en un portaaviones amarrado en Valencia. En 2012, lanzó el disco Charly Buffalo, en honor a su amigo Vicente Ausina.
En las últimas décadas, el álbum homónimo de Bort adquirió una reputación de culto y las copias se dispararon a muy altos precios. En 2019, el Teatro Principal de València acogió un concierto homenaje en su honor.
Eduardo Bort murió con 72 años en Valencia debido a un cáncer de pulmón.